# Bernhard Losch
Bernhard Losch (* 10. Januar 1942 in Creglingen) ist ein deutscher Jurist.

## Leben
Er studierte zunächst Germanistik, Geschichte, Geographie und empirische Kulturwissenschaft an der Universität Tübingen.
Nach den Promotionen zum Dr. phil. in Tübingen 1968 studierte Losch Rechtswissenschaft in Hamburg und wieder in Tübingen. Er ist seit dem Wintersemester 1960/61 Mitglied der Studentenverbindung Akademische Gesellschaft Stuttgardia Tübingen, der bereits sein Vater angehörte. 1984 promovierte er zum Dr. iur. in Tübingen. Nach dem Rechtsreferendariat im Bezirk des OLG Stuttgart trat er in den Verwaltungsdienst des Regierungspräsidiums Stuttgart ein. Es folgte die Habilitation an der Universität Tübingen 1991/1992. Von 1992 bis 1994 war er Privatdozent in Würzburg, Jena und Augsburg. Er wurde 1995 Professor für Öffentliches Recht in Wuppertal. Ab 1998 hatte er die Jean-Monnet-Professur für Europarecht inne.

## Schriften (Auswahl)
- Weiterbildung als kommunale Aufgabe. Köln 1985, ISBN 3-555-00671-1.
- Wissenschaftsfreiheit, Wissenschaftsschranken, Wissenschaftsverantwortung. Zugleich ein Beitrag zur Kollision von Wissenschaftsfreiheit und Lebensschutz am Lebensbeginn. Berlin 1993, ISBN 3-428-07708-3.
- mit Andreas Schwartze: Rechtswissenschaft für Gesellschaftswissenschaften. Juristische Grundlagen für Ökonomen, Politologen, Sozial- und Kulturwissenschaftler. Stuttgart 2006, ISBN 3-17-013593-7.
- Kulturfaktor Recht. Grundwerte – Leitbilder – Normen. Eine Einführung. Köln 2006, ISBN 3-8252-2848-7.